# 赵嘉文
赵嘉文（2001年1月16日—），中国北欧两项运动员，黑龙江省牡丹江市人。他是历史上首位代表中国参加冬奥北欧两项的选手。他曾在2022年北京冬奥会开幕式上与越野滑雪选手迪妮格尔·衣拉木江共同担任最后一棒火炬手，点燃主火炬。2022年2月9日，北京冬奥会北欧两项在国家跳台滑雪中心和国家越野滑雪中心举行，赵嘉文顺利完赛并最终排名第43位。